# 倶胝
倶胝（くてい、俱胝）は、数の単位の一つである。拘胝（こうてい）、コーティ（梵:koți）ともいう。漢訳文献はしばしば億（おく）と訳す。107（10の7乗）を示す。

## 概要
華厳経（八十華厳）の巻第45、阿僧祇品第30に登場する。因みにこの経典ではこの数を基準とし、それ以上を上数として（2乗するごとに）阿庾多、那由他、頻波羅、矜羯羅、阿伽羅などと多数（計123）の命数が列挙され、最後は不可説不可説転に至る。
一般的には107（1000万）を示すが、108（1億）とする説もある。この数を指すには、日本では「千万（せんまん）」と言うのが一般的である。また、華厳経に登場する数詞としては、洛叉（らくしゃ、105）に次いで2番目に小さなものである。
もとは計り知れない数のことを言ったという。
現代インドの命数法におけるカロール（crore、करोड़）に相当する。